# محمد بودية
محمد بودية (1932 - 1973) مقاتل ثوري ومسرحي وصحفي جزائري انخرط في صفوف الجبهة الشعبية لتحرير فلسطين ولد يوم 24 شباط 1932 في حي الباب الجديد (من أحياء القصبة العليا) في الجزائر العاصمة.

## سيرة
بعد تلقي تعليمه، تأثر بالتيار الوطني الاستقلالي ثم اهتم بالمسرح حيث التحق بالمركز الجهوي للفنون الدرامية في عام 1954. هاجر بعد اندلاع الثورة إلى فرنسا وانضم إلى فيدرالية جبهة التحرير هناك، شارك في عدة عمليات فدائية جرح في إحداها عام 1956، كانت أكثر عملياته شهرة هي تفجير أنابيب النفط في مرسيليا يوم 25 آب 1958م التي قبض عليه بسببها وحكم بالسجن 20 عاماً. نجح في الهرب من السجن عام 1961م ولجأ إلى تونس.
عمل في فرقة المسرح التابعة لجبهة التحرير الوطني، وفي كانون الثاني عام 1963 أصبح مدير الإدارة للمسرح الوطني وهو أول مسرح أقيم في الجزائر بعد الاستقلال. أسس جريدة «نوفمبر» و«الجزائر هذا المساء».

## فكره الثوري
كان محمد بودية متأثراً بالأفكار الاشتراكية دون أن يعتنق الفكر الشيوعي، وخلال إدارته للمسرح الوطني أرسل العديد من رسائل التأييد إلى حركات التحرر في العالم يؤيدهم في ما يفعلون ويبرز لهم المثال الناجح لثورة الجزائر التحريرية، في 17 تشرين الأول 1964 وجه رسالة تنديد إلى سفارة إسبانيا بالجزائر أدان فيها محاكمة مجموعة ساندوفا، راسل وزير العدل الإسباني في 28 كانون الأول 1964 من أجل إطلاق سراح الشاعر كارلوس لغريزو المدان من طرف محكمة عسكرية خلال دكتاتورية فرانكو.
كان صديقاً أيضاً لأهل المسرح الكوبي وقام بتبادل الزيارات معهم. قرر تخصيص مداخيل الموسم الصيفي للمسرح عام 1964م دعماً لكفاح الشعب الفلسطيني. كان محمد بودية وثيق الصلة بالرئيس أحمد بن بلة، لذلك عارض بشدة حركة التصحيح الثوري التي قامت في 19 حزيران 1965 بقيادة العقيد هواري بومدين، وغادر الجزائر نحو فرنسا.

## علاقته بالقضية الفلسطينية
بدأت علاقة محمد بودية المباشرة بالقضية الفلسطينية من خلال تردده على ممثل منظمة التحرير الفلسطينية في الجزائر سعيد السبع، ثم انتقل إلى كوبا وهناك التقى مع وديع حداد المسؤول العسكري للجبهة الشعبية لتحرير فلسطين، وقرر بعد هذا اللقاء وضع خبرته السابقة خلال الثورة الجزائرية في خدمة النضال الفلسطيني، ولتنمية قدرته قرر الانتساب إلى جامعة باتريس لومومبا في موسكو (جامعة الكي جي بي) وهناك تدرب على مختلف التقنيات التي لم يكن يعرفها، تعرف في موسكو محمد بودية على شاب فنزويلي متحمس للنضال ضد الإمبريالية في العالم، كان هذا الشاب هو كارلوس (ابن آوى) ولم يجد محمد بودية صعوبة في تجنيده لصالح القضية الفلسطينية، كما نجح في إقناع كثيرين بعدالة قضية فلسطين وساهموا بخبرهم في دعم النضال.
عاد محمد بودية إلى باريس في مطلع السبعينيات بصفته «قائد العمليات الخاصة للجبهة الشعبية في أوروبا» وإتخذ اللقب الحربي «أبو ضياء». كان أول عمل قام به هو التنسيق مع الجماعات اليسارية الأوروبية مثل الألوية الحمراء الإيطالية، مجموعة بادر ماينهوف الألمانية، الجيش الأحمر الياباني، ثوار الباسك، الجيش الثوري الأرمني. وجد محمد بودية نفسه في ميدان يعشقه بشدة، كان المدبر الرئيسي لجميع عمليات الجبهة الشعبية في أوروبا في مطلع السبعينات كما ذكرت تقارير المخابرات الفرنسية والبريطانية والسي آي أيه والموساد. ومع ذلك، لم يثبت ضده أي دليل يدينه، وكانت المخابرات الفرنسية حائرة بشدة في أمره حيث كان يبدو عادياً جداً في النهار ومشغولاً ببروفات مسرحية برفقة ممثلين، لكنه كان رجلاً آخر في الليل.

## عملياته
من عملياته الكثيرة: التخطيط لإرسال 3 ألمانيات شرقيات إلى القدس لتفجير عدة أهداف إسرائيلية وقد كشفت العملية فيما بعد، خطط أيضاً لتفجير مركز «شونو» بالنمسا وكان مركز تجمع ليهود الإتحاد السوفياتي المهاجرين إلى إسرائيل.
خطط أيضا لتفجير مخازن إسرائيلية ومصفاة بترول في روتردام بهولاندا، وأهم عملياته الناجحة على الإطلاق هي تفجير خط أنبوب بترولي بين إيطاليا والنمسا في 5 آب 1972م، مخلفا خسائر قدرها 2,5 مليار دولار وضياع 250 ألف طن من نفط ينتجه العرب ويستغله أعدائهم.
محمد بودية الذي كان معارضا لنظام هواري بومدين ويقال أنه كان يخطط لتحرير أحمد بن بلة، رفض عروضا عديدة للعمل رفقة الأمن العسكري (المخابرات الجزائرية آنذاك) التي كان أيضاً يخوض حرباً شرسة أخرى ضد الموساد، بودية المعتز كثيراً بحرية حركته سمحت له أيضاً بتقديم العون لمنظمة أيلول الأسود التابعة لفتح، ومن نتائج هذا التعاون هي مشاركته في عملية ميونيخ أثناء الأولمبياد عام 1972م، وكان دوره هو استضافة أفراد الكومندوس الفلسطيني قبل العملية ثم تهريبهم وإخفائهم بعدها، محمد بودية كان أيضاً صديقاً مقرباً لعلي حسن سلامة مسؤول أمن عرفات (القوة 17) وكان دائماً ينزل عنده عندما يزور بيروت.

## اغتياله
في أعقاب عملية ميونخ الشهيرة، أمرت غولدا مائير الموساد بتنظيم عمليات اغتيال قيادات فلسطينية في جميع أنحاء العالم، كعملية فردان في بيروت عام 1973 م واغتيال فلسطينيين في باريس مثل محمود الهمشري ووائل زعيتر إضافة إلى باسل الكبيسي ومحاولة اغتيال سعيد السبع في طرابلس، لبنان،  محمد بودية أدان الاغتيالات عبر إعلانات نشرت في جريدة «لوموند» الفرنسية ووقعت عليها شخصيات عديدة منها يهود، ودفع هو ثمن الإعلانات، وكان يعلم جداً أنه هو أيضاً مستهدف، لذلك كان شديد الحرص، لذلك خطط الموساد لاغتياله بتجنيد يهود فرنسيين يعملون في مديرية أمن الإقليم dst، وتم زرع لغم ضغط تحت مقعد سيارته الرونو 16 الزرقاء اللون، وسقط محمد بودية شهيداً لما هم بركوب سيارته في صباح 28 حزيران 1973 أمام المركز الجامعي لشارع فوس برنار في باريس.[بحاجة لمصدر]
تولّى القاضي جون باسكال التحقيق ولم يتوصل إلى أية نتيجة.

## تكريمه
وتقديراً للرجل ورغم كونه معارضاً، سمح الرئيس هواري بومدين بدفن جثمانه في مقبرة القطار بالجزائر العاصمة.
ويذكر أيضاً أن أبا داود (محمد عودة) قائد كومندوس عملية ميونخ التابع لمنظمة أيلول الأسود، عندما أطلق سراحه من فرنسا عام 1977م بوساطة جزائرية، أول ما قام به هو زيارة قبر الشهيد محمد بودية للترحم عليه، أما «كارلوس» الذي خلف بودية في منصبه فقد سمى عملية مطار أورلي في باريس عام 1975م ضد طائرات العال الإسرائيلية باسم «عملية الشهيد محمد بودية».